# Bob Elliott
Robert Irving Elliott (ur. 29 listopada 1916 w San Francisco, zm. 4 maja 1966 w San Diego) – amerykański baseballista, który występował na pozycji trzeciobazowego i prawozapolowego przez 15 sezonów w Major League Baseball.
W MLB zadebiutował 2 września 1939 w barwach Pittsburgh Pirates w meczu przeciwko St. Louis Cardinals, w którym zdobył home runa i zaliczył trzy RBI. W 1941 po raz pierwszy wystąpił w Meczu Gwiazd. 15 lipca 1945 w spotkaniu z Brooklyn Dodgers rozegranym na Forbes Field zaliczył cycle.
We wrześniu 1946 w ramach wymiany zawodników przeszedł do Boston Braves. W sezonie 1947 został wybrany MVP National League, zaś rok później wystąpił we wszystkich meczach World Series, w których Braves przegrali z Cleveland Indians 2–4. Grał jeszcze w New York Giants, St. Louis Browns i Chicago White Sox, w którym zakończył karierę. W późniejszym okresie był między innymi menadżerem Sacramento Solons z Pacific Coast League i menadżerem Kansas City Athletics.
| Nagroda/wyróżnienie | Lata                                     | Źródło |
| MVP National League | 1947                                     | [ 5 ]  |
| 7× All-Star         | 1941, 1942, 1944, 1945, 1947, 1948, 1951 | [ 1 ]  |